# 柳家小袁治
柳家 小袁治（やなぎや こえんじ、1948年（昭和23年）10月12日 - ）は、東京都千代田区外神田（神田末広町）出身の落語家。落語協会所属。本名∶関根 誠。出囃子は『おはん』。

## 経歴
千代田区立芳林小学校(現在の千代田区立昌平小学校)、千代田区立練成中学校（現在の千代田区立神田一橋中学校）、東京都立三田高等学校卒業。
高校卒業後の1967年、当時二ツ目で「さん治」といった柳家小三治に弟子入り志願するも、まだ二ツ目で弟子が取れなかったため、その師匠の五代目柳家小さんに入門することを勧められて小さんに入門。前座名「マコト」を名乗る。
1972年11月に柳家さん喬、五街道雲助、金原亭駒三、三遊亭梅生、立川談十郎、三遊亭楽松と共に二ツ目昇進。さん治が十代目柳家小三治を襲名していて名前が空いていたので「（二代目）さん治」に改名。
1981年9月、林家九蔵、柳家さん八、十代目土橋亭里う馬とともに真打昇進。小袁治に改名した。
2014年10月23日に山形県最上郡真室川町の「まむろがわ大使」就任。

## 芸歴
- 1967年2月 - 五代目柳家小さんに入門、前座名「マコト」。
- 1972年11月 - 二ツ目昇進、「さん治」と改名。
- 1981年9月 - 真打昇進、「小袁治」となる。

## 人物
師匠に破門された兄弟子の七代目立川談志とも懇意にしていた。実家の電器屋の顧客だったという。「金を払ってもらった記憶はないけどね。」
野球は巨人の大ファン。犬好きで、ポン酢作りが趣味。
親の介護経験についての講演も行っている。
柳家小三治が主催するゴルフコンペの終身幹事である。
前座時代に浅草フランス座演芸場東洋館で客と喧嘩するビートたけしを目撃したことがある。
三遊亭歌司、三遊亭圓丈、古今亭志ん駒、柳家さん遊、柳家小団治、柳家さん八、三遊亭圓龍、むかし家今松、古今亭志ん五、金原亭馬の助、橘家竹蔵と共に同期会「落友舎」を結成している。
林家ぎん平、春風亭一朝、三遊亭小金馬、林家とんでん平、柳家福治と共に勉強会「あやめ寄席」メンバーだった。

## 演目
- 青菜
- 井戸の茶碗
- 厩火事
- 御神酒徳利
- 禁酒番屋
- 首提灯
- 鹿政談
- 死神
- 芝浜
- 粗忽の釘
- 試し酒
- 東北弁金明竹
- 猫の皿
- ねずみ
- 鼠穴
- 引っ越しの夢
- 百年目
- へっつい幽霊
- 星野屋
- 宿屋の富
- 柳田格之進
- 夢の酒
- らくだ

## 活動
- 出前寄席という、お客のところへ自ら出張する落語会を受け付けている。地元・堀切でも落語会を開くなど、活発に活動している。
- 宮城県仙台市や山形県真室川町（妻の出身地）、福島県南相馬市など、南東北には頻繁に通っており、年一回は東北ツアーと銘打ち、落語会を開催。顔付けからポスター作成まで自らこなしている。
- 東京と仙台にそれぞれ後援会がある。
- 「金明竹」は東北弁で演じるのを得意とする。
- ブログやtwitterをはじめ、この年代の噺家としてはITに明るいこともあり、落語協会のホームページ委員を務めている。